# Jean-Paul Alaux
Jean-Paul Alaux (Bordeaux, 1788 – Bordeaux, 1858) è stato un pittore e litografo francese.

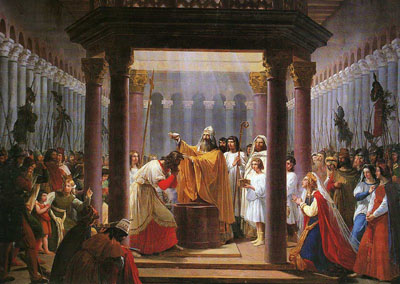
Battesimo di Clovis

Fu direttore della scuola di disegno di Bordeaux.
Dipinse specialmente quadri con architetture e paesaggi. Le sue opere sono oggi nel museo di Bordeaux.